# Vladlena Ivanova
Vladlena Pavlovna Ivanova (Russisch: Владлена Павловна Иванова), ook gekend als Sachaja (Russisch: Сахая) is een Russische zangeres, afkomstig uit de deelrepubliek Jakoetië.

## Biografie
Ivanova begon haar muziekcarrière in 1994. Later volgde ze nog enkele opleidingen, waaronder een opleiding aan de M. K. Ammosova’da in 2001. In 2009 voltooide ze haar hoger onderwijs.
Vervolgens verwierf ze grote nationale bekendheid door deelnames in tv-wedstrijden zoals Illaa Eder Saas in 2003 en aan Beyaz Ay in 2009 in Moskou. Ook nam de zangeres nog deel aan de Rusya Altın Kupa in 2012 in de Zuid-Russische stad Sotsji en in datzelfde jaar nam ze nog deel aan een Oekraïense wedstrijd in Odessa, namelijk Büyük Fark. Ze draagt de titel Geëerd Artiest van Jakoetië.
Haar internationale bekendheid kwam in 2014 nadat ze intern werd uitgekozen om Jakoetië te vertegenwoordigen op het Türkvizyonsongfestival 2014. Ze zong het liedje Kyn, wat Zon betekent. Ze trad als veertiende aan in de halve finale en eindigde op een twaalfde plaats op vijfentwintig deelnemers. In eerste instantie zou ze niet doorstoten tot de finale, maar nadat de resultaten van de juryleden werden gepubliceerd kwam men tot een opmerkelijke vaststelling. Zo had het Turkmeense jurylid 5 punten aan eigen land gegeven en had Bosnië en Herzegovina 3 punten gekregen die het land normaal niet zo hebben. Hierdoor zou Jakoetië uitgeschakeld zijn. Na overleg werd beslist om de benadeelde landen toch door te laten, waardoor Vladlena Ivanova haar lied in de finale opnieuw ten gehore mocht brengen. In de finale werd als negende opgetreden en werd uiteindelijk een knappe gedeelde zevende plaats behaald met 183 punten. Het beste resultaat voor Jakoetië tot dan toe en tevens de eerste finaleplaats.
Vladlena Ivanova heeft anno 2015 een zoon.

## Discografie

### Singles
- Kyn (2014)

2013: Olga Spiridonova · 
2014: Vladlena Ivanova · 
2020: Umsuura